# 小山登美夫ギャラリー
小山登美夫ギャラリー株式会社（こやまとみおギャラリー - ）は東京都の現代美術ギャラリー。

## 沿革
銀座にあった西村画廊の勤務の後、1989年から1995年まで白石コンテンポラリーアートでの勤務と一貫して現代美術を扱う画廊で働いた経験を持つ小山登美夫が1996年に江東区佐賀町にあった食料ビルディング2階に開廊。

奈良美智、村上隆を始めとする同世代の日本アーティストの展覧会を多数開催するとともに、同世代の国外アーティスト、トム・フリードマンやトム・サックスなどを日本に紹介する。

近年はもの派の代表的な作家である菅木志雄やフルクサスにも参加していたコンセプチュアルアーチストのオノ・ヨーコなどのベテランのアーチストの展覧会も積極的に行うようになってきている。

またオープン当初より、海外のアートフェアへも積極的に参加。日本アーティストの実力を世界に知らしめるとともに、マーケットの充実と拡大にも大きく貢献する。

2003年1月より中央区新川、2005年11月より江東区清澄、2015年6月より渋谷区千駄ヶ谷にて営業。2016年10月より六本木にあるComplex665ビルに移転。

2008年には京都には京都市下京区にタカイシイギャラリーと共同で建物を借り、小山登美夫ギャラリー京都を開廊（2013年にクローズ）。2012年にオープンした渋谷ヒカリエの8階に8/ ART GALLERY/ Tomio Koyama Galleryをオープン（2019年5月にクローズ）、現在は六本木のスペースが唯一の常設展示場となっている。

現代美術市場の拡大のため三菱地所が行っているアワードの審査員を引き受けるなど、幅広く活躍している。

## 所属アーティスト
- 青木克世
- シュテファン・バルケンホール
- ベンジャミン・バトラー
- ヴァルダ・カイヴァーノ
- 福井篤
- 福永大介
- 日高理恵子
- 川島秀明
- 工藤麻紀子
- 桑原正彦
- 桑久保徹
- ライアン・マッギンレー
- 三宅信太郎
- 中園孔二
- 蜷川実花
- 落合多武
- 大野智史
- オノ・ヨーコ
- 大竹利絵子
- ソピアップ・ピッチ
- トム・サックス
- クゥワイ・サムナン
- 菅木志雄
- 杉戸洋
- リチャード・タトル
- シュシ・スライマン

## 概要
ギャラリー
- 所在地：東京都港区六本木6-5-24 complex665 2F
- 開廊時間：11:00−19:00
- 休廊日：日月祝

オフィス
- 所在地：108-0022 東京都港区海岸3-8-3-2F

## テレビ番組
- 日経スペシャル ガイアの夜明け ニッポンの“美”を売れ ～沸騰する現代アートの裏側～（2007年10月23日、テレビ東京）[2]

## 書籍

### 関連書籍
- 『現代アートビジネス』（著者:小山登美夫）（2008年4月10日、アスキー・メディアワークス アスキー新書）ISBN 9784048700023
- 『その絵、いくら？ 現代アートの相場がわかる』（著者:小山登美夫）（2008年8月1日、講談社）ISBN 9784062148733
- 『小山登美夫の何もしないプロデュース術』（著者:小山登美夫）（2009年7月9日、東洋経済新報社）ISBN 9784492043387
- 『見た、訊いた、買った古美術』（著者:小山登美夫）（2010年6月25日、新潮社）ISBN 9784103253419
- 『NARA LIFE ナラ・ライフ 奈良美智の日々』（著者:奈良美智、協力:小山登美夫ギャラリー）（2012年7月13日、フォイル）ISBN 9784902943733
- 『“お金"から見る現代アート』（著者:小山登美夫）（2015年1月22日、講談社 講談社+α文庫）ISBN 9784062815840